# Laurynas
Laurynas ist ein litauischer männlicher Vorname  und Familienname (abgeleitet von Laurentius).
Die weiblichen Formen des Nachnamens sind Laurynienė (verheiratet) und Laurynaitė (ledig).

## Ableitungen
- Laurinaitis

## Vorname
- Laurynas Grigelis (* 1991), Tennisspieler
- Laurynas Gucevičius (1753–1798), Architekt
- Laurynas Algimantas Skūpas (1937–2005), Polyglott, Romanist und Esperantist
- Laurynas Mindaugas Stankevičius (1935–2017), Politiker, Ministerpräsident und Minister

## Familienname
- Nikodemas Laurynas (* 2004), litauischer Stabhochspringer